# Reinhold Schneider

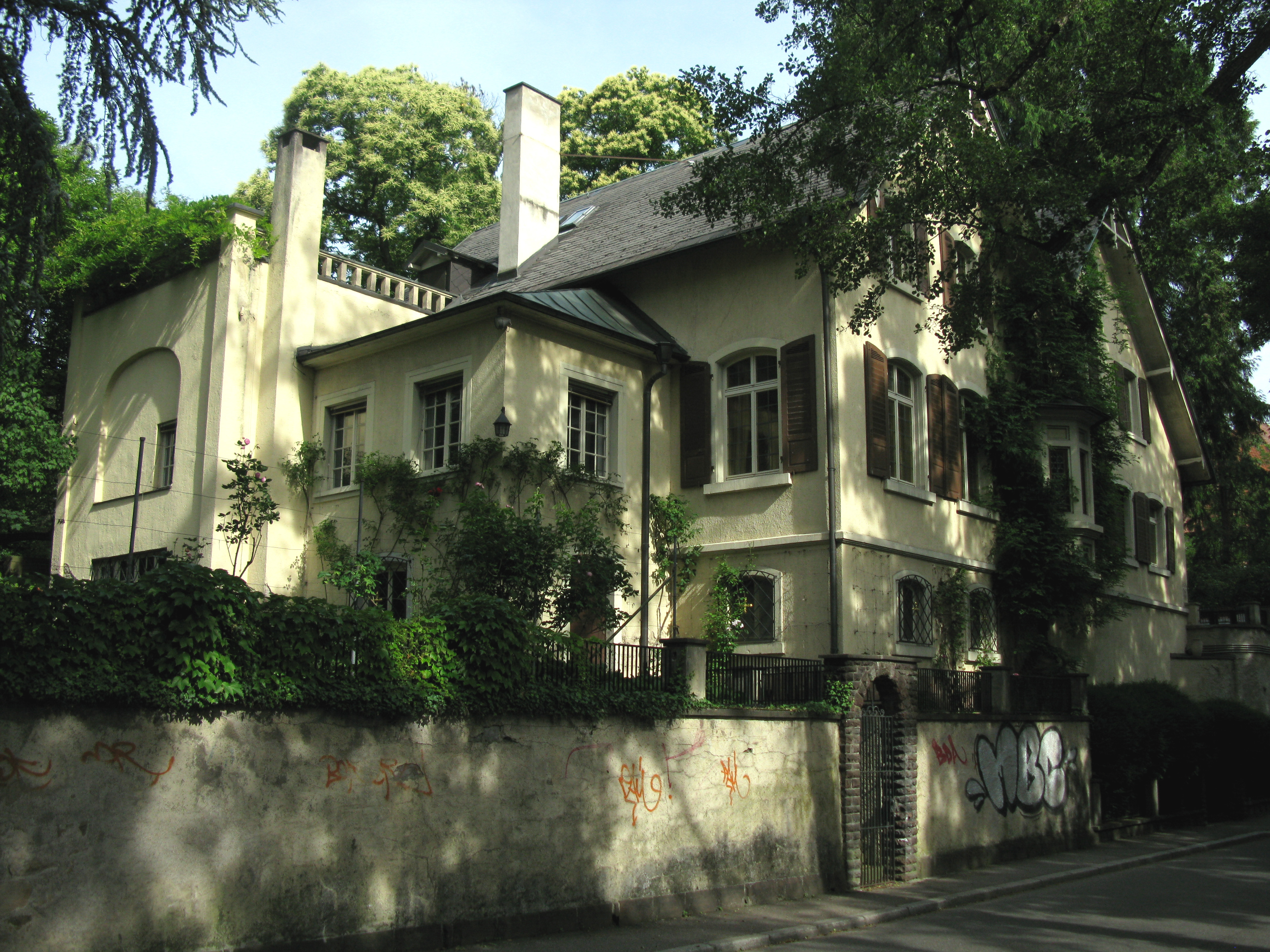
Residência de Reinhold Schneider, a Villa Stritt, na Mercystraße, n.º 2, em Freiburg (2012).

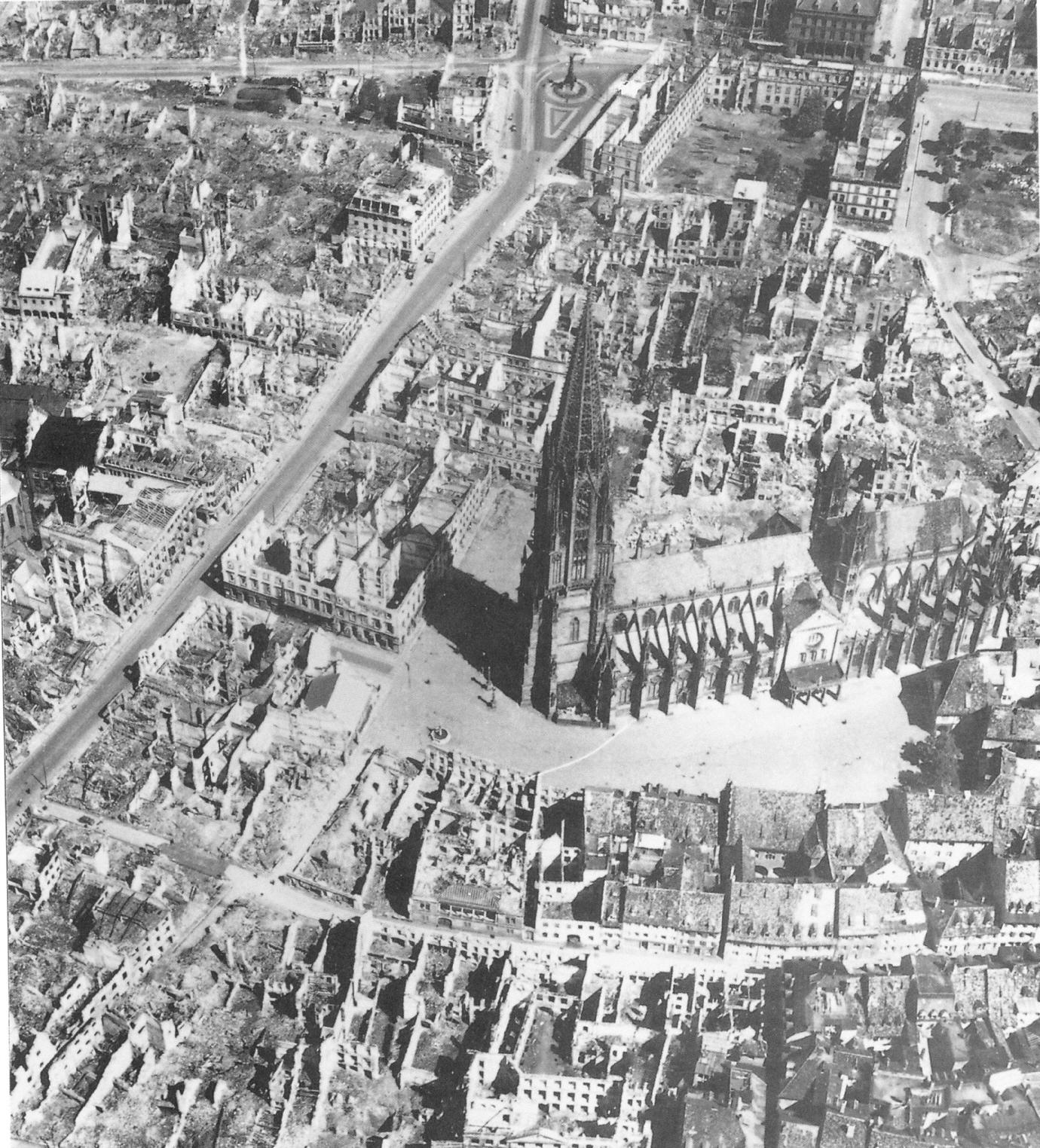
Vista aérea do centro da cidade de Freiburg após o bombardeamento de 27 de novembro de 1944 (foto do verão de 1945 ou posterior).

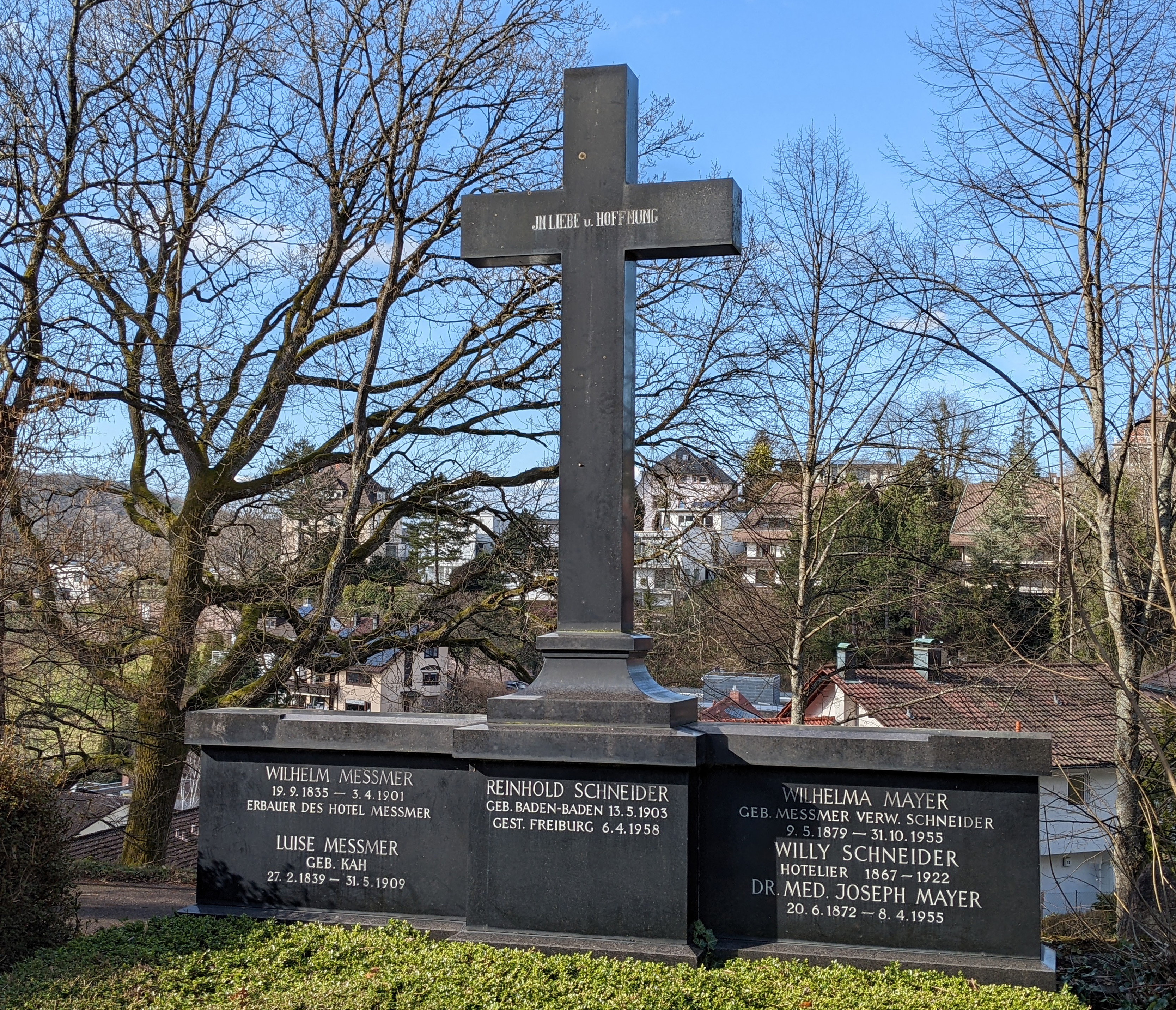
Sepultura de Reinhold Schneiders e sua família no cemitério principal de Baden-Baden. Situa-se no mesmo caminho do cemitério, na diagonal oposta ao jazigo de Otto Flake.

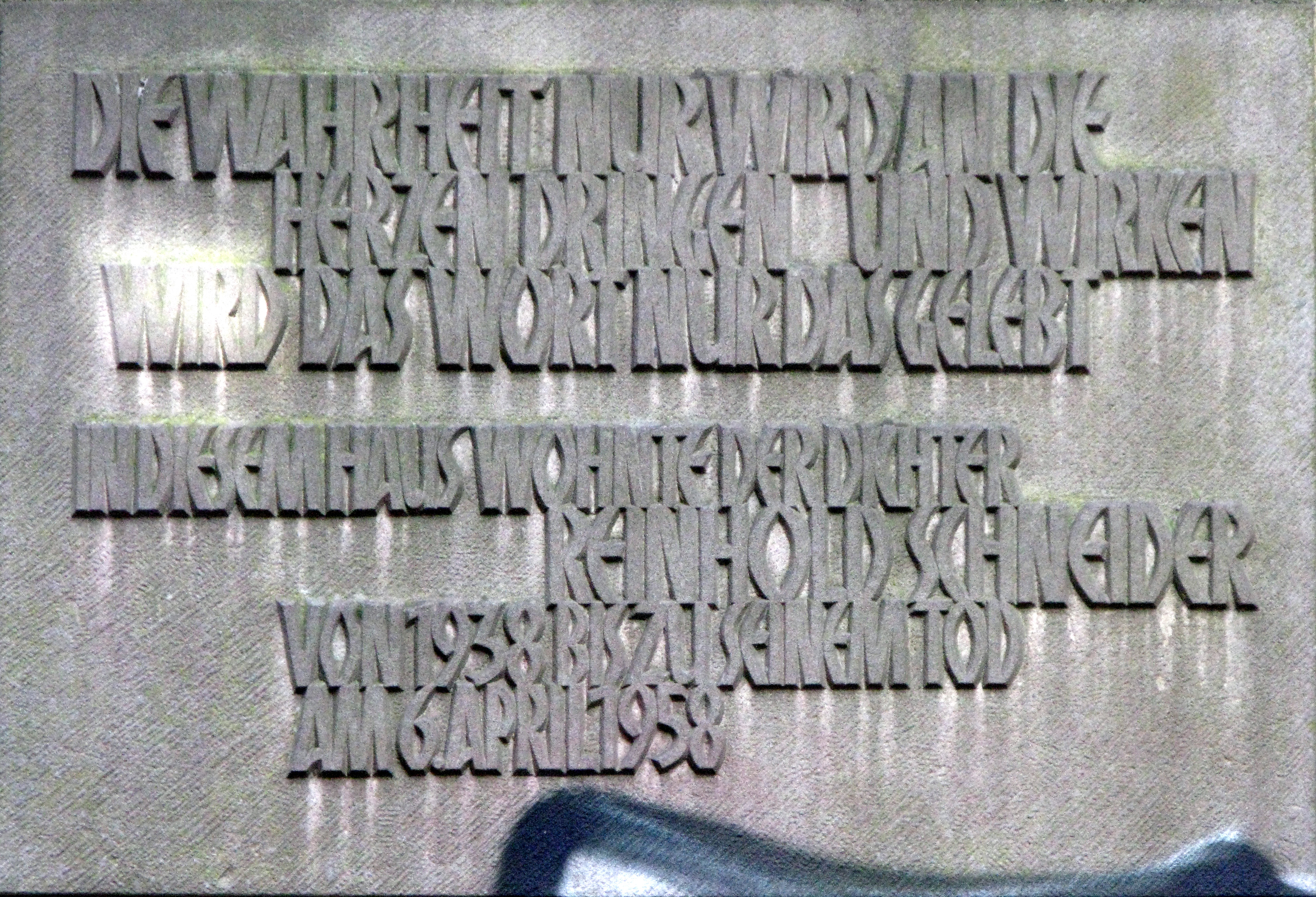
Lápide evocativa no muro da sua residência na Mercystraße, n.º 2, de Freiburg.

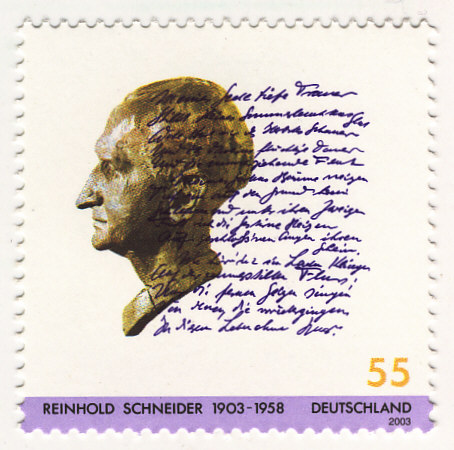
Efígie de Reinhold Schneider num selo postal comemorativo dos Correios da Alemanha

Reinhold Karl Werner Schneider (Baden-Baden, 13 de maio de 1903 — Freiburg im Breisgau, 6 de abril de 1958) foi um poeta e escritor alemão, que escreveu desde sonetos a romances, cujas obras contribuíram para a resistência cristã-conservadora ao nacional-socialismo. Inicialmente as suas obras eram menos religiosas, mas mais tarde a sua poesia teve uma influência cristã e especificamente católica. Entre as suas primeiras obras estão textos sobre Luís de Camões e Portugal.
Escreveu poemas contra a guerra que foram proibidos na Alemanha nazi. Na sua obra Las Casas vor Karl V. (1938) analisa a forma como os cristãos deviam reagir à opressão do Estado e critica a perseguição nazi e o antissemitismo, o que levou à proibição da publicação das suas obras. Durante a guerra, Schneider associou-se ao Círculo de Kreisau e ao Freiburger Konzil, grupos que tinham ligações com a resistência anti-nazi. As suas obras continuaram a ser publicadas na revista Weiße Blätter (Folhas brancas) dirigida por Karl Ludwig Freiherr von und zu Guttenberg e na clandestinidade, tendo sido distribuídos panfletos aos soldados na frente de combate. Embora tenha sido acusado de traição por ser autor de literatura derrotista, a guerra terminou antes de poder ser julgado.

## Biografia
Reinhold Schneider era filho de Wilhelm Schneider e da sua mulher Luise Wilhelmina Augusta, nascida Messmer. Os seus pais geriam o famoso Hotel Messmer (Hotel Meßmer), onde o casal imperial alemão Augusta e Wilhelm I se hospedaram durante décadas durante as suas estadias regulares em Baden. Em consequência deste contacto frequente, a madrinha de Reinhold Schneider, Augusta Maria Wilhelmine Brenner, nascida Meßmer (1863–1956), era afilhada da imperatriz Augusta. O padrinho da sua mãe Wilhelmina era o imperador Wilhelm I. O seu parente Eduard Meßmer também tivera contactos amistosos com o então rei Wilhelm da Prússia.

### Juventude e o período entre guerras
De 1912 a 1921, Reinhold Schneider frequentou a Baden-Baden Oberrealschule, o atual Markgraf-Ludwig-Gymnasium. Durante este período, ocorreu a Primeira Guerra Mundial e a desintegração do Império Alemão, o que afeta não só todo o país, mas também a família de Reinhold Schneider em particular. O Hotel Messmer enfrentou dificuldades financeiras insuperáveis e foi obrigado a fechar. A mãe abandonou a família e, pouco depois de Reinhold Schneider fazer 19 anos de idade, o seu pai suicidou-se. Reinhold Schneider também tentou, mas sem sucesso, pôr termo à sua vida. Após a sua tentativa de suicídio, Schneider encontrou uma nova coragem para enfrentar a vida através da sua amizade com Anna Maria Baumgarten (1881-1960), que se tornou a "companheira da sua vida".
Após uma formação comercial e um total de sete anos de emprego na empresa gráfica Stengel & Co., em Dresden, a partir de 1928 Schneider tornou-se escritor freelancer em Berlim e Potsdam. Viveu em Potsdam o fim da República de Weimar e o início da era nacional-socialista. Nos seus escritos analisou intensamente este regime totalitário e pronunciou-se contra ele, por exemplo com o poema Nun baut der Wahn die tönernen Paläste (Agora a loucura constrói palácios de barro). O seu primeiro período de criação literária, iniciado em 1930, caracterizou-se por uma análise da história e, em particular, de figuras históricas da Península Ibérica, com uma forte afinidade com o movimento de renovação literária e ideológica do Renouveau catholique (Renovação católica).
Devido à mãe e à madrinha de Reinhold Schneider serem afilhadas dos avós do deposto imperador Guilherme II da Alemanha, Reinhold Schneider foi várias vezes convidado a vistar a Haus Doorn (Huis Doorn), o lugar de exílio neerlandês do deposto imperador alemão.
Neste período entre-guerras Schneider foi um colaborador regular da revista semanal Deutsche Zukunft (Futuro alemão). Em 1938 mudou-se para Freiburg im Breisgau, onde foi residir na casa do pintor de vidro Eduard Stritt, a Villa Stritt. Naquela cidade tornou-se membro do círculo católico conservador conhecido pelo Círculo de Freiburg (o Freiburger Kreis), organizado em torno do publicista Karl Färber (não confundir com o Freiburger Kreis dos economistas). No mesmo ano, foi publicada a sua série crítica Las Casas perante Carlos V (Las Casas vor Karl V.), na qual denuncia a opressão, as ilusões raciais e a religiosidade incompreendida. As obras de Reinhold Schneider acabaram por ser proibidas, tal como as de muitos outros autores da Emigração Interior (Innere Emigration). Apesar disso, editores corajosos como Karl Borromäus Glock publicaram-nas.

### A Segunda Guerra Mundial
Durante a Segunda Guerra Mundial, os seus sonetos contra a megalomania e a guerra em particular foram passados secretamente de mão em mão e, tal como os seus outros escritos, foram publicados pela Alsatia-Verlag, em Colmar, na Alsácia. O papel de impressão era mais fácil de obter naquela região francesa. Apesar de Schneider ter sido repetidamente incluído na lista de autores indesejáveis, a obra Las Casas vor Karl V. pôde continuar a ser publicado até 1943. Apesar da proibição definitiva de escrever em 1941, em 1944 foi publicada uma brochura com o título Das Gottesreich in der Zeit. Sonette und Aufsätze (O reino de Deus no tempo. Sonetos e Ensaios). Neste período também poude continuar a escrever artigos regulares para a revista Weiße Blätter. Zeitschrift für Geschichte, Tradition und Staat (Folhas Brancas. Revista de História, Tradição e Estado), editada por Karl Ludwig Freiherr von und zu Guttenberg.
Na primavera de 1944, a Geheime Staatspolizei, a Gestapo, revistou o seu apartamento em Freiburg. Schneider escondeu-se e acabou por se refugiar numa igreja protestante. Uma acusação por alta traição deduzida contra ele em abril de 1945 não foi levada a julgamento devido ao colapso do Terceiro Reich.
Com o seu soneto Der Turm des Freiburger Münsters, Schneider criou um monumento literário à torre da catedral da sua cidade de Freiburg. Entre outras coisas, contém a frase Tu não cairás, minha querida torre. É de salientar que Schneider o escreveu meses antes do bombardeamento Aliado de 27 de novembro de 1944, no qual a torre quase não sofreu danos.

### O pós-guerra
Em 1946, sob a impressão de uma Alemanha transformada em ruínas e o mistério da nossa culpa abismal, Reinhold Schneider abordou a questão de como aquela catástrofe poderia ter acontecido em Die Heimkehr des deutschen Geistes (O Regresso do Espírito Alemão), concluindo que Qualquer pessoa que explore verdadeiramente o curso da corrente [da história] descobrirá que esta não atravessou nenhuma barreira que o espírito não tenha já atravessado antes e que nenhuma muralha rebentou sem o poder explosivo do espírito.
A responsabilidade pelo rompimento da barreira histórica é atribuída a filósofos alemães, como Gotthold Ephraim Lessing, que defendem que é preferível perder-se na busca da verdade durante toda a vida do que tornar-se participante da verdade. Segundo Schneider, esta tese só pode ser levada a sério quando não se vê Jesus como o Salvador, mas apenas como um mestre. De forma semelhante, Schneider também examinou a imagem de Cristo de outros representantes do Idealismo Alemão (Immanuel Kant). (Kant, Johann Gottlieb Fichte, Georg Wilhelm Friedrich Hegel, Friedrich Wilhelm Joseph Schelling e Friedrich Nietzsche) e, assim, examinou o espírito alemão no sentido da Primeira Epístola de João, com o objetivo de redimir este espírito de si mesmo.
Nos anos que se seguiram, Schneider viveu uma época de muitas honras e grande reconhecimento. Era considerado a consciência da nação. Em 1948, por ocasião do centenário da morte de Annette von Droste-Hülshoff, foi-lhe atribuído o Prémio Memorial do Governo do Estado de Baden (juntamente com Gertrud von Le Fort). Em 1949, foi admitido na Academia de Ciências e Letras de Mainz (Akademie der Wissenschaften und der Literatur) e na Academia Alemã de Língua e Poesia. Em 1952, por sugestão do Presidente Federal Theodor Heuss, foi nomeado cavaleiro da Ordem Pour le Mérite, Classe da Paz.
Em 1952, foi admitido na Academia de Belas Artes da Baviera e, em 1955, na Academia de Artes de Berlim. Quando a República Federal da Alemanha foi formada e se iniciou o debate sobre a remilitarização (Wiederbewaffnung), como católico devoto opôs-se a este projeto com todos os meios ao seu alcance. Com frases como da 'graça do infortúnio' vem o mandato para a paz, apelou aos seus compatriotas para que não iniciassem o rearmamento imediatamente após a última guerra cruel, mas que trabalhassem para a reunificação da Alemanha por meios pacíficos.
Esta atitude e os seus numerosos ensaios sobre a paz, publicados em revistas próximas do KPD e mesmo no Neues Deutschland teve, por um lado, a atribuição do Prêmio da Paz dos Editores Alemães (Friedenspreis des Deutschen Buchhandels) 
em 1956, mas, por outro lado, também resultou num completo isolamento profissional.
O seu trabalho para jornais e estações de rádio deixou de ser procurado. Apenas alguns dos seus camaradas de armas dos tempos da Emigração Interior permaneceram em contacto com ele, sobretudo Werner Bergengruen, com quem manteve uma profunda amizade até ao fim da vida. Schneider conheceu uma reabilitação pública postumamente, após a publicação do seu último livro Winter in Wien (Inverno em Viena). Esta segunda estadia em Viena, objeto do livro, de 5 de novembro de 1957 a 6 de março de 1958, serviu, entre outras coisas, para acompanhar os preparativos da estreia do drama de Schneider intitulado Der große Verzicht.
Quando o Hotel Messmer foi demolido, em 1957, Reinhold Schneider criou um monumento literário ao hotel e à cidade termal de Baden-Baden no seu projeto autobiográfico Der Balkon (A Varanda). Reinhold Schneider morreu na sequência de uma queda em Freiburg e foi sepultado em 10 de abril de 1958 na sepultura da família Messmer/Schneider no cemitério principal de Baden-Baden. Werner Bergengruen faz o elogio fúnebre.
O extenso espólio de Reinhold Schneider, que contém nomeadamente várias dezenas de milhares de cartas, encontra-se na Badische Landesbibliothek em Karlsruhe. Nas últimas décadas, a biblioteca adquiriu numerosos legados e colecções parciais dos companheiros de Schneider, o que deu origem a um extenso Arquivo Schneider.

## Acolhimento da obra
Reinhold Schneider é o epónimo do Reinhold-Schneider-Preis, o prémio de mérito cultural da cidade de Freiburg im Breisgau e o seu nome foi dado a uma escola secundária daquela cidade, a Reinhold-Schneider-Schule. Friburgo também homenageia o poeta com o nome de uma rua no bairro Littenweiler, sendo também lembrado na toponímia da sua cidade natal de Baden-Baden e das cidades de Offenburg, Karlsruhe, Mainz, Köln, Düsseldorf, Osnabrück e Potsdam.
A antiga residência de Schneider em Freiburg, a casa do pintor de vidro Eduard Stritt, na Mercystraße, n.º 2, foi classificada como monumento cultural em 2009 e recebeu uma placa comemorativa. Uma inscrição na pedra da catedral de Freiburg tem uma inscrição com texto da autoria de Reinhold Schneider, que faz referência à operação Tigerfish, o bombardeamento Aliado que destruiu Freiburg em 27 de novembro de 1944.
Na história literária, a importância do autor é geralmente limitada ao período da emigração interna e aos anos do pós-guerra. Na Alemanha, Schneider faz parte do grupo de autores considerados como parte do Renouveau catholique, um conjunto de escritores geralmente descritos como católicos. Schneider foi novamente apresentado ao público por ocasião de uma exposição sobre a sua vida e obra que ocorreu em Karlsruhe, em 2003. Segundo o Badisches Tagblatt, o «pathos santificado» ( o frömmelndes Pathos) dificultou a receção da sua obra. O crítico literário Michael Braun chegou mesmo a dizer que o autor tinha «caído tão profundamente no esquecimento que até o seu nome só é conhecido por alguns iniciados».  O historiador Peter Steinbach observou em 2019 que era necessária uma certa empatia para abordar o autor nos dias de hoje. De facto, Schneider foi uma voz importante na literatura da jovem República Federal da Alemanha até 1951 e a sua novela Las Casas perante Carlos V foi transformada em filme em 1960 e novamente em 1992. A principal obra do autor foi publicada em 1990 como o quarto volume da edição das suas obras completas e é uma das suas poucas obras ainda disponíveis comercialmente.
Nos seus poemas, especialmente na sua maioria sonetos, Schneider apresenta-se formalmente como um poeta tradicional, comparável a C. S. Lewis em Inglaterra. Em contraste com os poemas acessíveis e antigos do poeta britânico, a poesia de Schneider apresenta um certo constrangimento, para além do rigor formal do género escolhido, que reside, em última análise, na conceção esquemática do conteúdo. A ausência de inovações modernistas, especialmente no uso de formas clássicas como o soneto, levou a uma negligência do som na formulação dos versos. Os seus poemas religiosos, como Allein den Betern kann es noch gelingen (Só os que rezam podem ainda ter sucesso), dirigem-se ao leitor com confiança, enquanto em Antichrist (Anticristo), por exemplo, não se coíbe de acusar o regime nacional-socialista.

## Obras
Entre os cerca de 200 títulos publicados de que é autor, contam-se os seguintes:
- Arthur Grimm: Baden-Baden in hundert Zeichnungen. Com prefácio e sonetos de Reinhold Schneider. Kunstverein Baden-Baden (editor), 1928.
- Das Leiden des Camões oder Untergang und Vollendung der portugiesischen Macht. 1.ª edição: Hellerau, 1930; 3.ª edição. Union, Berlin, 1976 [publicado em língua portuguesa como Camões: Angústia e tragédia, Editôra Herder. São Paulo. 1967].
- Portugal. Ein Reisetagebuch. München, 1931 (2.ª edição: Frankfurt a. M., 2003, ISBN 3-458-34589-2).
- Philipp II. oder Religion und Macht. Leipzig, 1931.
- Das Inselreich (1936)
- Kaiser Lothars Krone. Leben und Herrschaft Lothars von Supplinburg. Leipzig, 1937 (nova edição com um ensaio introdutório de Wilfried Hartmann e algumas fontes contemporâneas: Manesse, Zürich, 1986, ISBN 3-7175-8084-1).
- Las Casas vor Karl V. Szenen aus der Konquistadorenzeit. Insel, Leipzig, 1938 (nova edição: Suhrkamp, Frankfurt a. M., 1990, ISBN 3-518-38222-5).
- Das Vaterunser. Alsatia, Kolmar, 1941.
- Nach dem großen Kriege. Alsatia, Kolmar, 1941[23]
- Apokalypse. Sonette von Reinhold Schneider. Hans Bühler jr., Baden-Baden, 1946 (uma antologia de sonetos).
- Die Heimkehr des deutschen Geistes. Über das Bild Christi in der deutschen Philosophie des 19. Jahrhunderts. Hans Bühler jr., Baden-Baden, 1946.
- Und Petrus stieg aus dem Schiffe. Hans Bühler jr., Baden-Baden, 1946.
- Aar mit gebrochener Schwinge. Clemens Brentano, Annette von Droste-Hülshoff, Heidelberg, 1948
- Die Tarnkappe (Insel-Bücherei. vol. 486/2). Insel, Wiesbaden, 1951 (drama sobre Siegfried e os Nibelungos).
- Herrscher und Heilige. Jakob Hegner, Köln / Olten, 1953.[24]
- Verhüllter Tag. Bekenntnis eines Lebens Köln / Olten, 1954.
- Helmut Gollwitzer, Käthe Kuhn, Reinhold Schneider (editor): Du hast mich heimgesucht bei Nacht. Abschiedsbriefe und Aufzeichnungen des Widerstandes 1933–1945, München, 1954, Christian Kaiser Verlag.
- Die silberne Ampel. Ein Roman. Köln / Olten, 1956.
- Der große Verzicht. Drama. 1957, estreia absoluta, 1958 (Bregenz).
- Innozenz und Franziskus. Drama. 1952, estreia absoluta, 1954 (Essen).
- Der Balkon. Aufzeichnungen eines Müßiggängers in Baden-Baden. Wiesbaden, 1957 (nova edição: Insel, Frankfurt a. M., 2000, ISBN 3-458-34305-9).
- Winter in Wien. Aus meinen Notizbüchern 1957/1958. Freiburg i. B., 1958 (nova edição: Herder, Freiburg i. B., 2003, ISBN 3-451-28113-9) [um relato diário da estadia de Schneider em Viena em 1957].
- Karl V. Erbe und Verzicht. Köln / Olten, 1958.
- Innozenz der Dritte. Köln / Olten, 1960.
- Gesammelte Werke in zehn Bänden. (editado por iniciativa da Reinhold-Schneider-Gesellschaft por Edwin Maria Landau. Frankfurt a. M., 1977–1981.
- Die Hohenzollern : Tragik und Königtum, 1933 (editado com um epílogo por Wolfgang Frühwald, Frankfurt am Main : Suhrkamp, 1980, ISBN 978-3-518-37090-2).
- Franz von Sales. Johanna Franziska von Chantal. Eichstätt, 2004, ISBN 3-7721-0271-9.
- Kleists Ende. München, Karl Alber, 1946.
- Über den Selbstmord. Hans Bühler jr., Baden-Baden, 1947.
- Über Dichter und Dichtung (1953)
- Pfeiler im Strom (1958)
- Begegnung und Bekenntnis. Literarische Essays (1963)
- Briefe an einen Freund. Mit Erinnerungen von Otto Heuschele
- Briefwechsel/Reinhold Schneider, Leopold Zeigler (1960)
- Verpflichtung und Liebe (1964)
- Tagebuch: 1930-1935

## Distinções
Recebeu as seguintes distinções:
- Pour le Mérite (Classe da Paz) (1952)
- Doutor honoris causa pela Universidade de Freiburg (Albert-Ludwigs-Universität Freiburg) (1946)
- Doutor honoris causa pela Universidade de Münster (Westfälische Wilhelms-Universität Münster) (1947)
- Droste-Preis (1948)
- Prémio Longfellow (1948)
- Prémio memorial do Governo do Estado de Baden (ao tempo Baden do Sul  ou Südbaden) (em conjunto com Gertrud von le Fort) (1948)
- Eleito sócio da Academia Bávara das Ciências (Bayerische Akademie der Wissenschaften) (1951)
- Prémio da Paz dos Editores Alemães (Friedenspreis des Deutschen Buchhandels) (1956)
- Selo especial do Correio Federal Alemão (Deutsche Bundespost) (2003)